# ATS 2500 GT
L'ATS 2500 GT è un'autovettura costruita dalla casa automobilistica italiana ATS dal 1963 al 1964 in 12 esemplari.

## Contesto
Fu la prima italiana e una delle vetture sportive al mondo ad avere un layout meccanico con motore longitidinale centrale-posteriore con cambio posteriore in blocco al differenziale. Il team di sviluppo dietro al progetto ATS era composto principalmente da ex tecnici, ingegneri e meccanici Ferrari.

## Storia

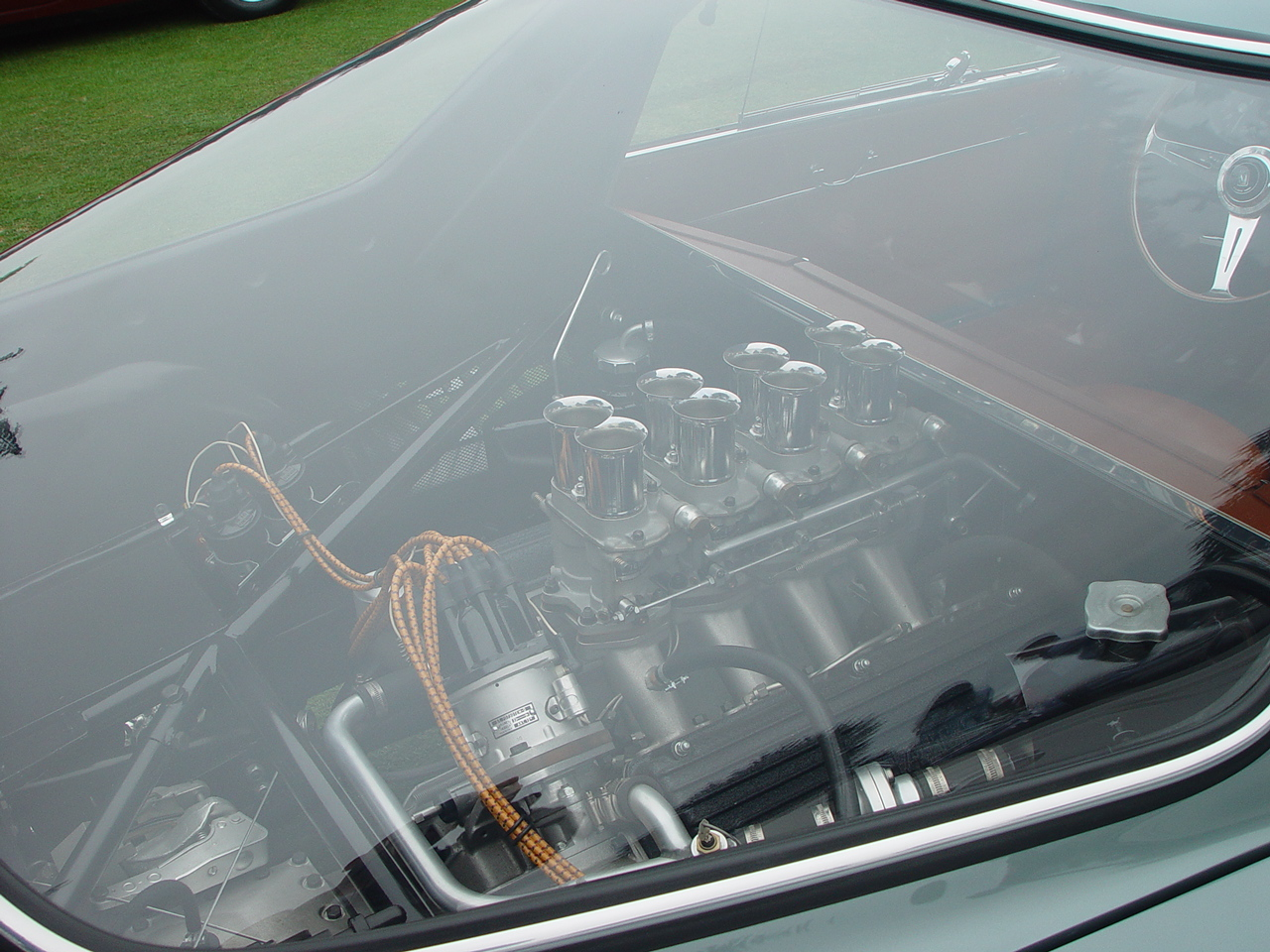
Il motore

La 2500 GT fu presentata nel 1963 al Salone di Parigi. Disegnata da Franco Scaglione e ingegnerizzata da Carlo Chiti e Giotto Bizzarrini, l'auto fu costruita in dodici unità, prima che gli investitori e i finanziatori del progetto ATS ritirassero il sostegno economico e l'azienda fallisse. I disegni dell'auto furono successivamente riutilizzati per il progetto Serenissima del conte Volpi (uno dei primi sostenitori della ATS). Moreno Baldi tentò ancora di riesumare il marchio ATS nel 1970, ma il tentativo andò a vuoto.
Sul lato tecnico, la vettura era dotata di un 2,5 litri V8 con una potenza di 215 CV e 255 Nm di coppia, che le permetteva di raggiungere circa 240 km/h di velocità massima. Venne realizzata anche una versione da competizione chiamata ATS 2500 GTS, che produceva 245 CV. La carrozzeria era costruita dalla Allemano, mentre il cambio a 5 marce era fornito dalla Colotti Trasmissioni.